# Orden unserer lieben Frau von Vila Viçosa

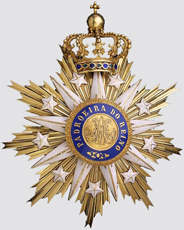
Bruststern des Ordens unserer lieben Frau von der Empfängnis von Vila Viçosa

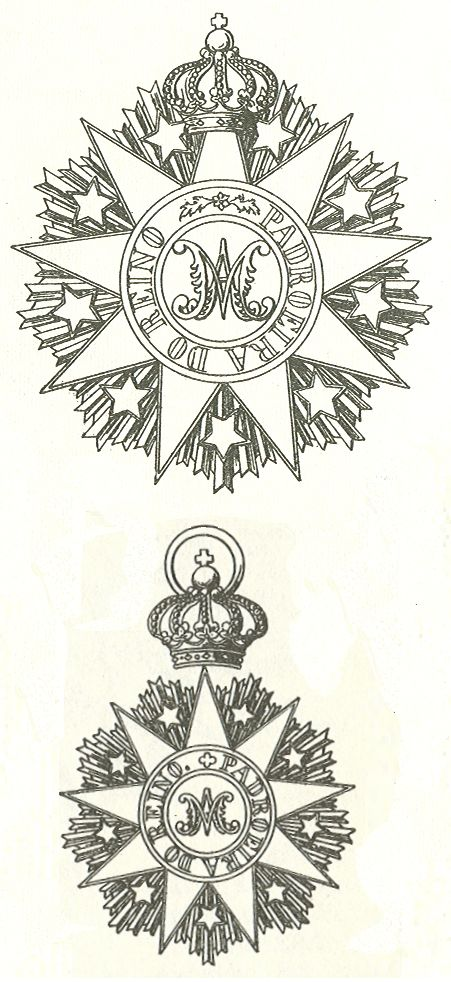
Insignien des Ordens unserer lieben Frau von der Empfängnis von Vila Viçosa

Der Königliche Ritterorden unserer lieben Frau zur Empfängnis von Vila Viçosa, kurz Orden unserer lieben Frau von Vila Viçosa oder nur Orden von Vila Viçosa, portugiesisch Real Ordem Militar de Nossa Senhora da Conceição de Vila Viçosa, ist ein portugiesischer Ritterorden. Er wurde am 6. Februar 1818 von Johann VI., dem König des Vereinigten Königreiches von Portugal, Brasilien und den Algarven in der damaligen Hauptstadt Rio de Janeiro gestiftet. Heute ist er ein dynastischer Orden des früheren Königshauses Braganza.

## Geschichte

### Errichtung des Ordens
Das Datum der Stiftung des Ordens am 6. Februar 1818 fiel mit der Krönung von Johann VI. zusammen. Der Orden ist nach Vila Viçosa in Alentejo, dem Stammsitz des Hauses Braganza, benannt. Der Hinweis auf Vila Viçosa und die dort verehrte Muttergottes unterstreicht die Bedeutung dieses Ordens als dynastischer Orden des Königshauses.
Ziel der Stiftung war die Ehrung der Unbefleckten Empfängnis Mariens, weil Portugal als unabhängiges Land die napoleonischen Kriege überlebt hatte. Bereits seit 1646 stand die portugiesische Monarchie unter dem Patronat der Unbefleckten Empfängnis.

### Entwicklung
Von Anfang an gehörten zum Orden von Vila Viçosa außer dem Großmeister, den Prinzen sowie Prinzessinnen des königlichen Hauses eine festgelegte Höchstzahl von Großkreuzrittern, Komturen und Rittern sowie dienenden Brüdern. So blieb der Orden sehr elitär und wurde zum bedeutendsten aller dynastischen Orden des Hauses Bragança.
Der Orden erhielt auch zwei Sitze zugewiesen: die Kapelle unserer lieben Frau zur Empfängnis in Vila Viçosa sowie die Kapelle in der königlichen Residenz in Lissabon. In diesen beiden Kapellen wurde jährlich am 8. Dezember (Hochfest der Unbefleckten Empfängnis) bzw. acht Tage später zu Ehren der Patronin des Ordens ein Fest gefeiert. Alle Mitglieder, die sich nicht weiter als eine Stunde von Vila Viçosa oder Lissabon entfernt aufhielten, waren laut Statuten verpflichtet, an der Feierlichkeit teilzunehmen oder 40 Cruzados Strafe zu zahlen. Bei diesem Fest trugen die Mitglieder, soweit sie nicht einem anderen portugiesischen Ritterorden angehörten, einen weißen Mantel mit hellblauen Schnüren oder die Vorrichtung für den Degen sowie mit der gestickten Dekoration auf der linken Mantelseite.
Dem Orden waren organisatorisch noch zwei marianische Bruderschaften angebunden, die bereits im 18. Jahrhundert bestanden hatten.
Um Mitglied im Orden zu werden, musste man einen Eid ablegen, indem man sich bereit erklärte, stets die Lehre der Unbefleckten Empfängnis zu verteidigen und die gewöhnlichen Opfergaben zu spenden.

### Seit der Abschaffung der Monarchie
Mit der Abschaffung der Monarchie 1910 wurden alle Ritterorden außer den Turm- und Schwertorden aufgelöst. Mit dem Dekret Nr. 5030 aus 1918 wurden die Verdienstorden Christusorden, von Avis und des heiligen Jakob von Schwert wiederhergestellt, nicht jedoch die dynastischen Orden.
Duarte Pio de Bragança, seit 1976 Chef des Hauses Bragança, stellte am 8. Dezember 1983 den Orden unserer lieben Frau von Vila Viçosa wieder her.

## Ordensklassen
Der Orden bestand aus folgenden Klassen:
- Großkreuz, begrenzt auf 12 (GCNSC)
- Komtur, begrenzt auf 40 (ComNSC)
- Ritter/Dame, begrenzt auf 100 (CvNSC/DmNSC)
- Diener, begrenzt auf 60 (SNSC).

Der Dekan der Kapelle von Vila Viçosa zählte zu den Komturen, die Kanoniker, Prioren und Präbendare der Kapelle zu den Rittern. Daneben konnte der Großmeister die Insignien als Ehrenzeichen vergeben.
Seit der Neustiftung besteht der Orden aus den Klassen
- Großkreuz
- Komtur mit Stern
- Komtur
- Ritter/Dame
- Verdienstmedaille.

## Großmeister
Großmeister des Ordens war bis 1910 der portugiesische König, seit der Wiederherstellung das Oberhaupt des Hauses Braganza.

## Ordensdekoration
Ein weiß emaillierter neunspitziger Stern liegt auf einer goldenen neunflammigen Sonne auf. Zwischen den Sternspitzen befinden sich acht kleine fünfspitzige weiße Sterne. Auf dem goldenen Mittelschild stehen die verschlungenen Buchstaben M A (Marienmonogramm), umgeben von einem blau emaillierten Reif mit goldener Einfassung, die die Ordensdevise PADROEIRA DO REINO (Patronin des Königreichs) als Umschrift trägt. Über der Ordensdekoration befindet sich die goldene Königskrone mit dem Tragering.

## Ordensband und Trageweise
Das Ordensband ist hellblau und hat an beiden Seiten eine weiße Einfassung. Großkreuze trugen die Auszeichnung als Schärpe über die rechte Schulter zur linken Hüfte. Komture trugen den Orden als Halsorden und die Ritter dekorierten im Knopfloch. Großkreuze trugen zusätzlich einen Bruststern gleichen Aussehens ohne Krone.

## Ordensreglement
Seit 2005 werden nur portugiesische Staatsbürger aufgenommen. Die Ordensanwärter müssen über zehn Jahre hinaus die royalistische Sache unterstützt haben und bereits Damen bzw. Ritter in einem anderen dynastischen Orden (Orden der heiligen Isabella oder Orden vom Flügel des heiligen Michael) sein. Beförderungen erfolgen ebenfalls erst nach zehn Jahren.